# Лысов, Сергей Викторович
Сергей Викторович Лысов (род. 25 мая 1953, Новозыбков, Брянская область) — советский, российский актёр; Заслуженный артист РСФСР (1990).

## Биография
В 1975 году окончил Высшее театральное училище имени М. С. Щепкина с квалификацией «актёр драматического театра и кино» (учился у Н. А. Анненкова). Служил в Московском Центральном академическом театре Советской Армии (1975—1977), Пермском театре драмы (1977—1980), Омском академическом театре драмы (1980—1991), Театре имени Ленсовета (1991—1992).
С 2 марта 1992 года — артист Театра сатиры на Васильевском.

## Творчество

### Роли в театре
Омский академический театр драмы
- Никанор Мухояров («Правда - хорошо, а счастье лучше» А. Островского)
- Пятница («Белоснежка и семь гномов» Л. Устинова и О. Табакова)
- Чарльз Робин («Вверх по лестнице, идущей вниз» Б. Кауфман)
- Офицер («Сибирь» Г. Маркова)
- Прибылев («Девушка с ребенком» А. Яковлева)
- Леонид («Ретро» А. Галина)
- Шпурре («Нашествие» Л. Леонова)
- Арнольд («Легендарная личность» В. Левашова)
- Левада («Смотрите, кто пришел!» В. Арро)
- Дервоед («Рядовые» А. Дударева)
- Хозяин гостиницы («Последняя женщина сеньора Хуана» Л. Жуховицкого)
- Освальд («Король Лир» У. Шекспира)
- Жеронт («Лекарь поневоле» Ж.-Б. Мольера)
- Гаев («Вишневый сад» А. П. Чехова)
- Вожеватов («Бесприданница» А. Н. Островского)
- Оргон («Тартюф» Ж.-Б. Мольера)
- Начальник («Московские кухни» Ю. Кима)
- Подсекальников («Самоубийца» Н. Эрдмана)
- Хремет, вестник («Афинские ночи» Аристофана и Эврипида)
- Слава Кипиш («Наплыв» Ю. Князева)
- Алекси Мдивани («Варлам, сын Захария» И. Гаручава, П. Хотяновский)
- Ермаков («Последний посетитель» В. Дозорцева)
- Пастор Мандерс («Привидения» Г. Ибсена)
- Брызгалов («Женский стол в «Охотничьем зале» В. Мережко)
- Сольц («Дети Арбата» А. Рыбакова)

Театр на Васильевском
- Наполеон («Скотский двор» Дж. Оруэлла)
- 1992 — Зарудин («Игра в любовь приводит к смерти (Санин)» А. Вольнова по мотивам романа М. П. Арцыбашева, реж. Феликс Григорьян)
- 1992 — Саймон («Трудные люди» Йосефа Бар-Йосефа, реж. А. Г. Буров)
- 1992 — Белый («Приключения кота Леопольда» по пьесе А. И. Хайта, реж. В. И. Глазков)
- 1993 — Ник, Муж («Любовь втроём» М. Беркье-Маринье и А. Курбского, реж. В.Глазков)
- 1993 — Подколёсин («Женитьба» Н. В. Гоголя, реж. Анатолий Морозов)
- 1993 — Саймон («Еврейское сватовство» по пьесе Йосефа Бар-Йосефа «Трудные люди», реж. А. Г. Буров)
- 1994 — Директор клиники («Преследование и убийство Жана-Поля Марата» П.Вайса, реж. Ольга Глубокова)
- 1995 — Ленау, Лануа («Театр мадемуазель Клерон» Ю. Кима, постановщик А. Г. Буров, реж. В. В. Особик)
- 1995 — Солист («А у нас есть тоже патефончик…» по песням Л. О. Утёсова, реж. В. В. Особик)
- 1995 — Лорд Винтер («Тайна Миледи» А. О. Ремеза, постановщик И. А. Щёголев, реж. В. В. Особик)
- 1997 — Бизнесмен («Больные люди с добрыми глазами» А.Максимова, реж. И. Н. Ларин)
- 1997 — Атаманша («Жил-был тролль…» по сказкам Х. К. Андерсена, реж. И. Н. Ларин)
- 1997 — Прохор («Васса Железнова» Максима Горького, реж. Ахмат Байрамкулов)
- 1998 — Дон Луис («Дон Жуан» Мольера, реж. Анджей Бубень)
- 1999 — Разумный («Рейс» по пьесе С. Стратиева «Автобус», реж. Адриан Ростовский)
- 2000 — Граф Альмавива («Безумный день, или Женитьба Фигаро» Бомарше, реж. Анджей Бубень)
- 2000 — Прибытков («Последняя жертва» А. Н. Островского, реж. Модест Абрамов)
- 2000 — Валентинов («Моё загляденье» А. Н. Арбузова, реж. А. Э. Серов)
- 2001 — Цзубаки («Академия смеха» Коки Митани, реж. В. В. Петров)
- 2001 — Посейдон («Ариадна» М. И. Цветаевой, реж. С. И. Свирко)
- 2001 — Сганарель («Дон Жуан» Мольера, реж. Анджей Бубень)
- 2002 — Большов («Банкрот» А. Н. Островского, реж. М. Абрамов)
- 2004 — Арман («Аромат уходящего лета» Г. Наума, реж. А. Астраханцев)
- 2004 — Меллеш («Очарованный апрель» Т.Лина, реж. В. Койфман)
- 2005 — Чуб («Ночь перед Рождеством» Н. В. Гоголя, реж. В. Койфман)
- 2006 — Первый Министр («Голый король» Е. Л. Шварца, реж. В. Туманов)
- 2007 — Максим («Саранча» Б. Србляновича, реж. А. Бубень)
- 2008 — Профессор Зиминский («Курс лечения» по роману Я. Глэмбского, реж. А. Бубень)
- 2009 — Томас Патнэм, фермер («Салемские колдуньи», реж. А. Бубень)
- 2011 — Степан Степанович Чубуков, помещик («Водевили», реж. А. Бубень)
- 2012 — Астров Михаил Львович («Дядя Ваня», реж. В. Туманов)
- 2013 — Тоцкий Афанасий Иванович («Идиот», реж. В. Туманов)
- 2014 — Яичница, экзекутор («Женитьба», реж. В. Туманов)
- 2016 — Дикой («Гроза», реж. В. Туманов)

### Роли в кино
| Год       |    | Название                                                     | Роль                                                                                              |
| --------- | -- | ------------------------------------------------------------ | ------------------------------------------------------------------------------------------------- |
| 1972      | ф  | Иванов катер                                                 | роль второго плана                                                                                |
| 1977      | ф  | Фронт за линией фронта                                       | роль второго плана                                                                                |
| 1992      | ф  | Удачи вам, господа!                                          | роль второго плана                                                                                |
| 1993      | ф  | Ты у меня одна                                               | роль второго плана                                                                                |
| 1993      | ф  | Американский дедушка                                         | роль второго плана                                                                                |
| 1998—1999 | с  | Новые приключения ментов                                     | роль второго плана / бармен                                                                       |
| 1998      | тф | Маленький водяной                                            | роль второго плана                                                                                |
| 2000—2001 | с  | Тайны следствия                                              | роль второго плана / Голицын                                                                      |
| 2001—2001 | с  | Чёрный ворон                                                 | роль второго плана / Кидяев                                                                       |
| 2001—2003 | с  | Ниро Вульф и Арчи Гудвин                                     | роль второго плана / Дейзи Перрит                                                                 |
| 2001—2002 | с  | Крот                                                         | роль второго плана / Иван Михайлович Куликов, вице-мэр                                            |
| 2002—2002 | с  | Завтра будет завтра                                          | роль второго плана                                                                                |
| 2002—2002 | с  | Время любить                                                 | роль второго плана                                                                                |
| 2002—2002 | с  | Спецназ                                                      | роль второго плана                                                                                |
| 2002—2002 | с  | Улицы разбитых фонарей. Менты-4; серия «Везет же некоторым»  | роль второго плана / Павел Дмитриевич Сабатеев                                                    |
| 2003—2003 | с  | Убойная сила 5                                               | роль второго плана                                                                                |
| 2003—2003 | с  | Я все решу сама                                              | роль второго плана                                                                                |
| 2003—2003 | с  | Бандитский Петербург. Фильм 4. Арестант                      | роль второго плана / Павел Сергеевич Тихорецкий, полковник милиции                                |
| 2003—2003 | с  | Бандитский Петербург. Фильм 5. Опер                          | роль второго плана / Павел Сергеевич Тихорецкий, полковник милиции                                |
| 2003—2003 | с  | Бандитский Петербург. Фильм 6. Журналист                     | роль второго плана / Павел Сергеевич Тихорецкий, полковник / генерал-майор милиции                |
| 2004—2004 | с  | Лабиринты разума                                             | роль второго плана                                                                                |
| 2004      | ф  | SOS: Спасите наши души                                       | роль второго плана                                                                                |
| 2006—2006 | с  | Коллекция                                                    | роль второго плана                                                                                |
| 2006      | ф  | Гадкие лебеди                                                | роль второго плана                                                                                |
| 2006—2006 | с  | Фаворит                                                      | роль второго плана / Петр Румянцев-Задунайский                                                    |
| 2007—2007 | с  | Секретная служба Его Величества                              | роль второго плана                                                                                |
| 2007—2007 | с  | Диверсант. Конец войны                                       | роль второго плана / заместитель начальника лагеря                                                |
| 2008—2008 | с  | Гаишники                                                     | роль второго плана                                                                                |
| 2008—2008 | с  | Гончие 2                                                     | роль второго плана                                                                                |
| 2008—2008 | с  | Золото Трои и Всемирная Коллекция Древностей Генриха Шлимана | роль второго плана                                                                                |
| 2008—2008 | с  | Последнее путешествие Синдбада                               | роль второго плана                                                                                |
| 2008—2008 | с  | Литейный, 4                                                  | роль второго плана / майор                                                                        |
| 2008      | ф  | Александр. Невская битва                                     | роль второго плана / Миша / воевода                                                               |
| 2009—2010 | с  | Морские дьяволы. Судьбы                                      | роль второго плана / Казаков                                                                      |
| 2010—2010 | с  | Жить сначала. История зечки                                  | роль второго плана / Лев Александрович / отец Владимира и Татьяны                                 |
| 2010—2010 | с  | Агент особого назначения                                     | роль второго плана / инспектор                                                                    |
| 2010—2015 | с  | Ментовские войны 5, 6, 7, 8, 9                               | роль второго плана / Савин                                                                        |
| 2010—2010 | с  | Лиговка                                                      | роль второго плана                                                                                |
| 2010—2010 | с  | Военная разведка. Западный фронт                             | Василий Семёнович Бредун, заместитель главного инженера по технике безопасности на военном заводе |
| 2012—2012 | с  | Шеф-2                                                        | генерал полиции Азаров                                                                            |
| 2012      | ф  | Ржавчина (фильм)                                             | роль второго плана / Панин                                                                        |
| 2012—2012 | с  | Странствия Синдбада                                          | роль второго плана / Завидонов                                                                    |
| 2012—2012 | с  | Белая гвардия                                                | эпизод                                                                                            |
| 2013—2013 | с  | Задания особой важности. Операция «Тайфун»                   | роль второго плана / Васильев                                                                     |
| 2013—2013 | с  | Небесный суд. Продолжение                                    | роль второго плана                                                                                |
| 2014—2014 | с  | Сердце ангела                                                | адвокат Дмитрия Окунева (в титрах не указан)                                                      |
| 2014—2014 | с  | Григорий Р.                                                  | роль второго плана / батюшка                                                                      |
| 2014—2015 | с  | Невский                                                      | Максим Петрович, начальник ОСБ МВД                                                                |
| 2015      | ф  | Последний ход королевы                                       | Верховский — главная роль                                                                         |
| 2016      | ф  | Беги!                                                        | Рыжов                                                                                             |
| 2017—2017 | с  | Чужое лицо                                                   | Иван Архипович Калмыков                                                                           |
| 2023      | ф  | Дыхание                                                      | Хаут                                                                                              |

## Награды и признание
- Орден Дружбы (17 марта 2008 года) — за большие заслуги в развитии отечественной культуры и искусства, многолетнюю плодотворную деятельность[4].
- Заслуженный артист РСФСР (18 апреля 1990 года) — за заслуги в области советского искусства[5].
- Благодарность Президента Российской Федерации (31 мая 2019 года) — за заслуги в развитии отечественной культуры и искусства, многолетнюю плодотворную деятельность[6]
- Приз фестиваля «Славянские театральные встречи» — за лучшую мужскую роль (2004, Брянск)[1].